# Egipte sota el domini persa

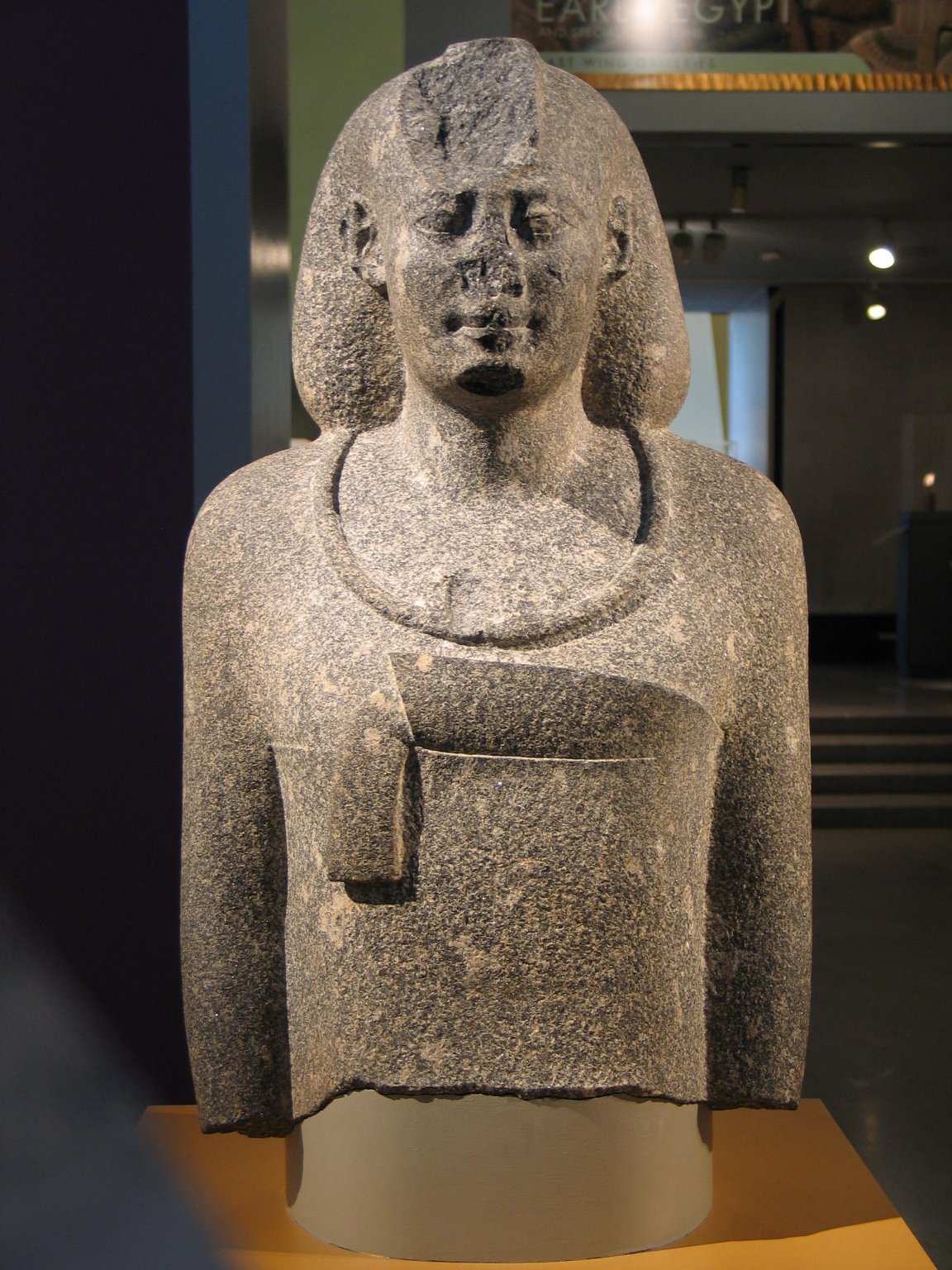
Home egipci amb vestimentes perses, ca. 343-332 aC

La història d'Egipte sota el domini persa es divideix en tres eres:
- Egipte aquemènida (525-404 aC i 343-332 aC), en referència a dos períodes de govern aquemènida marcats per un interval d'independència:
  - Dinastia XXVII d'Egipte (525-404 aC), dita igualment primera satrapia egípcia.
  - Dinastia XXXI d'Egipte (343-332 aC), dita igualment segona satrapia egípcia.
  - Egipte sassànida (619-629), en referència a un període d'ocupació per l'Imperi Sassànida (segon imperi persa), després de la conquesta sassànida d'Egipte i poc abans de les invasions musulmanes.

Egipte era un país ric i els perses l'havien cobejat durant més d'un mil·lenni. Havia estat conquerit dues vegades pels aquemènides (525-404 i 343-332 aC, abans de la conquesta d'Alexandre), però l'estable i poderós regne ptolemaic i, després, l'Imperi Romà, mantingueren els perses allunyats d'Egipte durant gran part dels períodes grec, romà i romà d'Orient. Tanmateix, els designis expansionistes del rei dels reis sassànida Còsroes II (r. 590-628), aprofitant un període turbulent al bàndol romà d'Orient, permeteren als perses sota el comandament de Sarbar conquerir Egipte una altra vegada (entre altres parts de l'Orient Pròxim), per un període curt (619-629).